# Рациу, Ион
Ион Аугустин Николае Рациу (рум. Ion Augustin Nicolae Rațiu; 6 июня 1917, Турда — 17 января 2000, Лондон) — румынский христианско-демократический политик. Политэмигрант при фашистском и коммунистическом режимах. В 1990-е годы — видный деятель Христианско-демократической национал-цэрэнистской партии, депутат парламента, кандидат в президенты Румынии.

## Происхождение и образование
Ион Аугустин Николае Рациу родился 6 июня 1917 года в Турде в семье адвоката.
Принадлежал к роду трансильванских дворян. В 1938 году получил юридическое образование в клужском Университете Бабеш-Больяи. Продолжил образование в Кембридже, в 1943 получил степень по экономике.
В 1940 году Ион Рациу был назначен советником румынского посольства в Великобритании.

## Полвека эмиграции
После отречения короля Кароля II и установления в Румынии диктатуры фашистского толка Рациу подал в отставку с дипломатической службы и попросил политического убежища в Великобритании. Состоял в Национальном комитете «Свободная Румыния», ориентированном на западных участников антигитлеровской коалиции.

В 1940 году я стал беженцем на Запад от германского нацизма. Потому что я не хочу жить в условиях диктатуры — любой диктатуры.
— Ион Рациу
После того как в Румынии установился коммунистический режим, Рациу вынужден был остаться в Лондоне. Оставался в эмиграции на протяжении 50 лет. Занимался экспедиторским бизнесом, основал транспортные фирмы J.R. Shipping Co и Regent Line. Консультировал швейцарских финансистов по румынской экономической проблематике.
Ион Рациу был активен в среде румынской антикоммунистической эмиграции. Участвовал в организации Proces al Mișcării Naționale de Rezistență (с рум. — «Процесс движения национального сопротивления»). Выступал в защиту Оливиу Белдеану — антикоммунистического активиста, организовавшего в феврале 1955 года нападение на румынское посольстве в Берне.
В 1979 году Ион Рациу учредил «Фонд Рациу», в 1984 основал Uniunea Mondială a Românilor Liberi (с рум. — «Всемирный союз свободных румын»). Выступал с политическими обзорами на Би-Би-Си и Радио «Свободная Европа», издавал двуязычную газету The Free Romanian/Românul liber. Стоял на позициях бескомпромиссного антикоммунизма, призывал западные правительства к более жёсткой и последовательной политике в Холодной войне.

## В послереволюционной политике
После победы Румынской революции Ион Рациу вернулся на родину. Участвовал в воссоздании исторической Национал-цэрэнистской партии (в которой состоял в молодости) как Христианско-демократической национал-цэрэнистской партии. На христианско-демократической основе постепенно эволюционировал от правого консерватизма к либеральному консерватизму.
На выборах 1990 баллотировался в президенты Румынии, получил 4,29 % голосов. Трижды избирался от христианских демократов депутатом румынского парламента, был вице-спикером палаты депутатов. Участвовал в переговорах о присоединении Румынии к НАТО.
В мае 1991 года с помощью специалистов из британской The Guardian Ион Рациу основал газету Cotidianul — первое послереволюционное частное издание Румынии.
В декабре 1991 года Ион Рациу проявил самообладание и жёсткость при вторжении шахтёров в румынский парламент. Единственный из депутатов, он резко потребовал от них уйти. Протестующие шахтёры по достоинству оценили храбрость почти 75-летнего интеллигента, скандируя «Рациу — в президенты!»
Среди румынских политиков Ион Рациу отличался определённой стилистикой, важным элементом которой являлся неизменный галстук-бабочка.

## Кончина и память
Скончался Ион Рациу в Лондоне, в кругу семьи. Согласно завещанию, похоронен в родной Турде. Траурная церемония была осложнена позицией православного духовенства, представители которого возражали против проведения обряда в местном храме (построенном в своё время при участии семьи Рациу). Причина состояла в том, что Ион Рациу был греко-католиком, а здание в 1948 году, при коммунистических властях, было передано православной церкви. Обряд проводился под открытым небом.
Национальный колледж Клуж-Напоки ежегодно присуждает премию имени Иона Рациу. Функционирует проект развития школ, предусматривающий финансирование из фонда Рациу. Награды вручаются в торжественной обстановке в конце каждого учебного года. Личная библиотека Иона Рациу передана университету Клуж-Напока.
С 2004 года действует общественная организация «Центр Рациу для демократии». Цель организации — пропаганда демократических ценностей, поддержка соответствующих проектов.

## Семья
В 1945 году Ион Рациу женился в Лондоне на англичанке Элизабет Пилкингтон. Супруга была его политическим единомышленником и соратником. Сыновья Иона Рациу — Индрей-Штефан и Николае-Кристофер стали крупными румынскими предпринимателями.